# Liste des cavités naturelles les plus longues du Gard
La liste des cavités naturelles les plus longues du Gard recense, sous forme de tableau(x), les cavités souterraines naturelles connues dans ce département français, dont le développement est supérieur ou égal à mille mètres.
La communauté spéléologique considère qu'une cavité souterraine naturelle n'existe vraiment qu'à partir du moment où elle est « inventée » c'est-à-dire découverte (ou redécouverte), inventoriée, topographiée et publiée. Bien sûr, la réalité physique d'une cavité naturelle est la plupart du temps bien antérieure à sa découverte par l'homme ; cependant tant qu'elle n'est pas explorée, mesurée et révélée, la cavité naturelle n'appartient pas au domaine de la connaissance partagée.
La liste spéléométrique des 59 plus longues cavités naturelles du Gard (≥ mille mètres) est actualisée à fin décembre 2022.
La plus longue cavité souterraine naturelle répertoriée dans le département du Gard est  « l' évent de Rognès », sur la commune de Molières-Cavaillac (cf. ligne 1 du tableau ci-dessous).
| \| Histogramme de la répartition des plus longues cavités naturelles du Gard par classe de développement -- Les 17 cavités citées fin 2019 sont réparties en 4 classes de développement -- \| \| \| \| \| \| \| \| \| \| \| \| \| \| \| classe I >= 5 000 m 13 cavité[s] \| classe II >= 2 000 m et < 5 000 m 27 cavités \| classe III >= 1 500 m et < 2 000 m 5 cavités \| classe IV >= 1 000 m et < 1 500 m 14 cavités \| \| |                                  |                                              |                                              |                                              |  |
| Le graphique qui aurait dû être présenté ici ne peut pas être affiché car il utilise l'ancienne extension Graph, désactivée pour des questions de sécurité. Des indications pour créer un nouveau graphique avec la nouvelle extension Chart sont disponibles ici . |                                  |                                              |                                              |                                              |  |
| Histogramme de la répartition des plus longues cavités naturelles du Gard par classe de développement -- Les 17 cavités citées fin 2019 sont réparties en 4 classes de développement -- |                                  |                                              |                                              |                                              |  |
| |                                  |                                              |                                              |                                              |  |
| | classe I >= 5 000 m 13 cavité[s] | classe II >= 2 000 m et < 5 000 m 27 cavités | classe III >= 1 500 m et < 2 000 m 5 cavités | classe IV >= 1 000 m et < 1 500 m 14 cavités |  |

## Cavités du Gard (France) de développement supérieur ou égal à5 000 mètres
13 cavités sont recensées dans cette « classe I » au 31 décembre 2022.
| N° | Cavité (autres noms)                    | Commune                 | Massif ou zone      | Coord. (WGS 84)             | Dévelop. (mètres) | Déniv. (mètres) | Sources ou références                                     | Mise à jour |
| -- | --------------------------------------- | ----------------------- | ------------------- | --------------------------- | ----------------- | --------------- | --------------------------------------------------------- | ----------- |
| 1  | Évent de Rognès                         | Molières-Cavaillac      | Causse de Blandas   | 43° 57′ 45″ N, 3° 33′ 58″ E | +20 600, m        | +173, m         | CDS 30, plongeesout.com, Spelunca n°141 & R.Villéméjeanne | 2018-12     |
| 2  | Réseau de la Tessone                    | Bez-et-Esparon          | Causse de Blandas   | 43° 57′ 55″ N, 3° 32′ 10″ E | +14 962, m        | +326, m         | CDS 30, plongeesouterraine, Spelunca n°111                | 2018-12     |
| 3  | Aven de Rogues                          | Rogues                  | Causse de Blandas   | 43° 53′ 24″ N, 3° 33′ 49″ E | +11 091, m        | +253, m         | CDS 30, plongeesout.com & Grottocenter                    | 2018-12     |
| 4  | Abîme de Bramabiau                      | Saint-Sauveur-Camprieu  | Causse de Camprieu  | 44° 07′ 12″ N, 3° 28′ 31″ E | +10 240, m        | +087, m         | CDS 30 & Grottocenter                                     | 2015-12     |
| 5  | Grotte de Trabuc                        | Mialet                  |                     | 44° 06′ 29″ N, 3° 57′ 33″ E | +10 190, m        | +211, m         | CDS 30 & Grottocenter                                     | 2018-12     |
| 6  | Grotte de Baume Layrou                  | Trèves                  | Causse Bégon        | 44° 05′ 19″ N, 3° 24′ 11″ E | +10 160, m        | +162, m         | Spéléométrie de la France, Grottocenter & Spéléoc n°17    | 2018-12     |
| 7  | Aven de Camelié                         | Lussan                  | Plateau de Méjannes | 44° 12′ 08″ N, 4° 21′ 50″ E | +06 930, m        | +171, m         | CDS 30, & Spelunca n°85                                   | 2018-12     |
| 8  | Fontaine de Nîmes                       | Nîmes                   | Garrigue de Nîmes   | 43° 50′ 25″ N, 4° 20′ 56″ E | +05 600, m        | +050, m         | CDS 30, plongeesout.com, Spelunca n°109                   | 2018-12     |
| 9  | Évent des Cambous                       | Saint-Hippolyte-du-Fort |                     | 43° 57′ 41″ N, 3° 53′ 06″ E | +05 500, m        | +093, m         | plongeesout.com.                                          | 2018-12     |
| 10 | Aven de l’Agas                          | Méjannes-le-Clap        | Plateau de Méjannes | 44° 13′ 55″ N, 4° 20′ 38″ E | +5 400, m         | +167, m         | Site du CDS 30,, Spelunca n°137 & Spéléo magazine         | 2022-04     |
| 11 | Grotte des Cabanes du Trévezel          | Dourbies                | Causse Bégon        | 44° 05′ 27″ N, 3° 24′ 16″ E | +05 200, m        | +100, m         | Grottocenter                                              | 2018-12     |
| 12 | Grotte de la Brudouille                 | Revens                  | Causse Noir         | 44° 04′ 23″ N, 3° 17′ 50″ E | +05 100, m        | NC              | CDS 30                                                    | 2018-12     |
| 13 | Système aven Grégoire - grotte des Fées | Tharaux                 | Plateau de Méjannes | 44° 14′ 21″ N, 4° 19′ 08″ E | +05 000, m        | +157, m         | CDS 30,                                                   | 2018-12     |

## Cavités du Gard (France) de développement compris entre2 000 mètreset4 999 mètres
27 cavités sont recensées dans cette « classe II » au 27 août 2023.
| N° | Cavité (autres noms)                        | Commune                   | Massif ou zone      | Coord. (WGS 84)                                        | Dévelop. (mètres) | Déniv. (mètres) | Sources ou références                            | Mise à jour |
| -- | ------------------------------------------- | ------------------------- | ------------------- | ------------------------------------------------------ | ----------------- | --------------- | ------------------------------------------------ | ----------- |
| 14 | Grotte des Lauzières                        | Pompignan                 | Causse de l'Hortus  | 43° 52′ 35″ N, 3° 51′ 04″ E                            | +4 850, m         | +084, m         | Site du CDS 30 & Grottocenter                    | 2018-12     |
| 15 | Grotte de la Fausse Monnaie                 | Sainte-Anastasie          | Garrigue de Nîmes   | 43° 56′ 00″ N, 4° 22′ 15″ E                            | +4 500, m         | NC              | Site du CDS 30                                   | 2018-12     |
| 16 | Grotte de la carrière des Claris            | Conqueyrac                |                     | 43° 57′ 49″ N, 3° 54′ 41″ E                            | +4 350, m         | +070, m         | Site du CDS 30 & Grottocenter                    | 2023-08     |
| 17 | Grotte de Décamagne                         | Sainte-Anastasie          | Garrigue de Nîmes   | 43° 56′ 14″ N, 4° 22′ 19″ E                            | +4 230, m         | +129, m         | Site du CDS 30 & Grottocenter                    | 2018-12     |
| 18 | Aven de Combe Albert                        | Trèves                    | Causse Bégon        | 44° 03′ 36″ N, 3° 22′ 22″ E                            | +4 200, m         | +363, m         | Site du CDS 30                                   | 2018-12     |
| 19 | Fontaine de Sauve                           | Sauve                     | Coutach             | 43° 56′ 27″ N, 3° 56′ 59″ E                            | +4 013, m         | +081, m         | Site du CDS 30 & plongeesout.com                 | 2018-12     |
| 20 | Évent de la Tuilède                         | Rogues                    | Causse de Blandas   | 43° 51′ 26″ N, 3° 33′ 14″ E                            | +4 004, m         | +113, m         | Site du CDS 30 & Grottocenter                    | 2018-12     |
| 21 | Aven des Lavandes                           | Lanuéjols                 |                     | 44° 08′ 09″ N, 3° 22′ 39″ E                            | +3 700, m         | +212, m         | Site du CDS 30                                   | 2018-12     |
| 22 | Aven de la Licorne                          | Saint-Privat-de-Champclos |                     | 44° 15′ 58″ N, 4° 19′ 48″ E coordonnées approximatives | +3 600, m         | +044, m         | Site du CDS 30 & Ardèche Archéologie             | 2018-12     |
| 23 | Aven de la Vache                            | Pompignan                 |                     | 43° 54′ 55″ N, 3° 51′ 23″ E                            | +3 576, m         | +113, m         | Site du CDS 30 & Grottocenter                    | 2018-12     |
| 24 | Grotte de Pâques                            | Collias                   | Gorges du Gardon    | 43° 57′ 05″ N, 4° 28′ 37″ E                            | +3 080, m         | +087, m         | Site du CDS 30                                   | 2018-12     |
| 25 | Foux de la Vis                              | Vissec                    | Causse du Larzac    | 43° 53′ 59″ N, 3° 28′ 58″ E                            | +3 014, m         | +110, m         | Site du CDS 30, plongeesout.com & ekpp           | 2018-12     |
| 26 | Grotte de Barjac alias Réseau Bernard Magos | Barjac                    |                     | cavité sensible                                        | +2 810, m         | NC              | Spéléo magazine & Site de la grotte              | 2018-11     |
| 27 | Perte du Trévezel n°1                       | Trèves                    | Causse Noir         | 44° 04′ 31″ N, 3° 21′ 51″ E                            | +2 800, m         | +021, m         | Site du CDS 30                                   | 2018-12     |
| 28 | Évent de Rocalte                            | Blandas                   | Causse de Blandas   | 43° 53′ 53″ N, 3° 30′ 10″ E                            | +2 767, m         | +281, m         | plongeesout.com & Grottocenter                   | 2018-12     |
| 29 | Grottes du Cimetière - Hasard               | Tharaux                   | Plateau de Méjannes | 44° 14′ 26″ N, 4° 18′ 32″ E                            | +2 500, m         | +035, m         | Site du CDS 30                                   | 2018-12     |
| 30 | Grotte de la Paulerie                       | Conqueyrac                |                     | 43° 57′ 28″ N, 3° 54′ 10″ E                            | +2 400, m         | +022, m         | Site du CDS 30 & Grottocenter                    | 2018-12     |
| 31 | Source de Marnade                           | Montclus                  | Plateau de Méjannes | 44° 15′ 08″ N, 4° 26′ 28″ E                            | +2 365, m         | +196, m         | plongeesout.com, Spelunca n°67 & Spéléo magazine | 2023-03     |
| 32 | Grotte de Bégué-Ponchon                     | Pompignan                 |                     | 43° 54′ 34″ N, 3° 50′ 15″ E                            | +2 295, m         | +054, m         | Site du CDS 30 & Grottocenter                    | 2018-12     |
| 33 | Émergence de Bord Nègre                     | Argilliers                |                     | 43° 59′ 07″ N, 4° 28′ 34″ E                            | +2 225, m         | +061, m         | Site du CDS 30                                   | 2018-12     |
| 34 | Évent de Gournier                           | Aiguèze                   | Plateau du Garn     | 44° 20′ 23″ N, 4° 28′ 05″ E                            | +2 200, m         | +093, m         | Spelunca n°130                                   | 2018-12     |
| 35 | Grotte de Yerle                             | Sainte-Anastasie          | Garrigue de Nîmes   | 43° 55′ 04″ N, 4° 19′ 58″ E                            | +2 200, m         | +027, m         | Site du CDS 30                                   | 2018-12     |
| 36 | Baume Salène                                | Montclus                  | Plateau de Méjannes | 44° 15′ 36″ N, 4° 23′ 41″ E                            | +2 166, m         | +087, m         | Site du CDS 30                                   | 2018-12     |
| 37 | Aven du Pas de Madame                       | Sumène                    | Ranc de Banes       | 43° 58′ 25″ N, 3° 43′ 37″ E                            | +2 150, m         | +345, m         | Grottocenter                                     | 2018-12     |
| 38 | Grotte Sylvain                              | Soustelle                 |                     | 44° 10′ 35″ N, 4° 01′ 15″ E                            | +2 150, m         | +071, m         | Site du CDS 30                                   | 2018-12     |
| 39 | Réseau du Travès                            | Montclus                  | Plateau de Méjannes | 44° 15′ 59″ N, 4° 25′ 08″ E                            | +2 100, m         | +060, m         | Site du CDS 30 & Grottocenter                    | 2018-12     |
| 40 | Aven Pernette                               | Lanuéjols                 |                     | 44° 09′ 14″ N, 3° 23′ 15″ E                            | +2 000, m         | +235, m         | Site du CDS 30                                   | 2018-12     |

## Cavités du Gard (France) de développement compris entre1 500 mètreset1 999 mètres
5 cavités sont recensées dans cette « classe III » au 31 décembre 2019.
| Réf. | Cavité (autres noms) | Commune    | Massif ou zone      | Coordonnées (WGS 84)        | Développe. (mètres) | Dénivel. (mètres) | Sources ou références           | Mise à jour |
| ---- | -------------------- | ---------- | ------------------- | --------------------------- | ------------------- | ----------------- | ------------------------------- | ----------- |
| 41   | Aven de l'Aspirateur | Montclus   | Plateau de Méjannes | 44° 15′ 28″ N, 4° 24′ 32″ E | +001 900, m         | +0107, m          | Site du CDS 30 & AVCFC          | 2018-12     |
| 42   | Évent de la Vernière | Mialet     |                     | 44° 08′ 14″ N, 3° 57′ 45″ E | +001 693, m         | +0102, m          | Site du CDS 30 & Spelunca n°101 | 2018-12     |
| 43   | Grotte de Montaran   | Bréau-Mars |                     | 43° 59′ 11″ N, 3° 34′ 51″ E | +001 660, m         | +0045, m          | Site du CDS 30                  | 2018-12     |
| 44   | Source de Bagard     | Sauve      | Coutach             | 43° 56′ 04″ N, 3° 57′ 28″ E | +001 600, m         | +0027, m          | Site du CDS 30                  | 2018-12     |
| 45   | Trou du Noyer        | Sumène     | Ranc de Banes       | 43° 58′ 14″ N, 3° 43′ 08″ E | +001 500, m         | +0025, m          | Site du CDS 30                  | 2018-12     |

## Cavités du Gard (France) de développement compris entre1 000 mètreset1 499 mètres
14 cavités sont recensées dans cette « classe IV » au 31 décembre 2019.
| Réf. | Cavité (autres noms)             | Commune                   | Massif ou zone        | Coordonnées (WGS 84)        | Développe. (mètres) | Dénivel. (mètres) | Sources ou références                 | Mise à jour |
| ---- | -------------------------------- | ------------------------- | --------------------- | --------------------------- | ------------------- | ----------------- | ------------------------------------- | ----------- |
| 46   | Grotte du Serre de Barri         | Saint-Privat-de-Champclos | Gorges de la Cèze     | 44° 16′ 05″ N, 4° 20′ 03″ E | +001 454, m         | +0070, m          | CDS 30 & Spéléo magazine n°115        | 2021-10     |
| 47   | Grottes de la Barbette - Estevan | Montclus                  | Plateau de Méjannes   | 44° 16′ 48″ N, 4° 23′ 47″ E | +001 260, m         | +0041, m          | CDS 30 & Grottocenter                 | 2018-12     |
| 48   | Aven du Solitaire                | Méjannes-le-Clap          | Plateau de Méjannes   | 44° 13′ 58″ N, 4° 21′ 38″ E | +001 210, m         | +0104, m          | CDS 30                                | 2018-12     |
| 49   | Grotte de Bret                   | Montclus                  | Plateau de Méjannes   | 44° 15′ 52″ N, 4° 25′ 19″ E | +001 200, m         | +0090, m          | CDS 30                                | 2018-12     |
| 50   | Grotte de l’Orage                | Saint-Privat-de-Champclos | Gorges de la Cèze     | 44° 16′ 25″ N, 4° 19′ 50″ E | +001 198, m         | +0046, m          | CDS 30 & Grottocenter                 | 2018-12     |
| 51   | Émergence du Pont de Salindre    | Thoiras                   |                       | 44° 04′ 33″ N, 3° 56′ 21″ E | +001 184, m         | +0020, m          | CDS 30 & Plongee Sout                 | 2018-12     |
| 52   | Réseau Félix Mazauric            | Tharaux                   | Garrigues de Méjannes | 44° 14′ 25″ N, 4° 19′ 51″ E | +001 150, m         | +0071, m          | CDS 30                                | 2018-12     |
| 53   | Baume Latrone                    | Sainte-Anastasie          | Gorges du Gardon      | 43° 55′ 48″ N, 4° 20′ 04″ E | +001 118, m         | NC m              | CDS 30                                | 2018-12     |
| 54   | Évent de la Follatière           | Rogues                    | Causse de Blandas     | 43° 51′ 51″ N, 3° 31′ 35″ E | +001 083, m         | +0052, m          | CDS 30 & Grottocenter                 | 2018-12     |
| 55   | Aven de la Buse                  | Montclus                  | Plateau de Méjannes   | 44° 16′ 49″ N, 4° 23′ 51″ E | +001 050, m         | +0109, m          | CDS 30,                               | 2018-12     |
| 56   | Source du Castor                 | Aiguèze                   | Gorges de l'Ardèche   | 44° 20′ 17″ N, 4° 29′ 40″ E | +001 000, m         | +0071, m          | CDS 30, Grottocenter & Spelunca n°145 | 2018-12     |
| 57   | Grotte des Copains d'abord       | Aiguèze                   | Gorges de l'Ardèche   |                             | +001 000, m         | NC                | CDS 30                                | 2018-12     |
| 58   | Grotte du Cougnié                | Sainte-Anastasie          | Gorges du Gardon      | 43° 55′ 21″ N, 4° 21′ 02″ E | +001 000, m         | NC                | CDS 30                                | 2018-12     |
| 59   | Font Saint Peyre                 | Bessèges                  | Plateau de Méjannes   | 44° 17′ 05″ N, 4° 06′ 34″ E | +001 000, m         | +0008, m          | CDS 30                                | 2018-12     |